# Émile Laurent (préfet)
Pour les articles homonymes, voir Émile Laurent.
Jean Émile Laurent, né  le 10 août 1830 à Bordeaux (Gironde), mort le 19 février 1900, est un fonctionnaire de l’État originaire du département de la Manche.

## Biographie
Licencié en droit à Paris en 1850, Émile Laurent réussit le concours de chef de division de la préfecture de la Gironde en 1852. Il est ensuite nommé tour à tour :
- Conseiller de préfecture en Indre-et-Loire le 16 août 1863,
- Secrétaire général de la préfecture de l'Yonne du 25 octobre 1865 au 18 septembre 1870,
- Préfet du Tarn (9 avril 1871),

- Préfet de la Dordogne (24 janvier 1872),
- Secrétaire général de la préfecture de la Seine (10 février-9 juin 1873),
- Préfet de la Manche (5 janvier-19 mai 1877),
- Préfet du Doubs (18 décembre 1877),
- Préfet du Calvados (29 janvier 1878),
- Conseiller de préfecture, élu président du conseil de préfecture de la Seine (1er novembre 1878).

Admis à la retraite, il est nommé président honoraire du conseil de préfecture de la Seine le 6 octobre 1894.
Élu Correspondant de l'Académie des sciences morales et politiques (élu en 1872), il est membre de la section morale et sociologie de 1872 à 1900. Dans le cadre de cette activité, il publie plusieurs ouvrages consacrés à l'étude d'un système de protection sociale et collabore au "Journal des économistes". 

## Distinction
- Commandeur de la Légion d'honneur[2].

## Publications
- Les logements insalubres (1882)
- L'état actuel de la question des enfants assistés, à propos de la récente loi sur la protection des enfants du premier âge (1876)
- Les "Friendly societies" anglaises, par Émile Laurent (1864)
- Le Paupérisme et les associations de prévoyance, nouvelles études sur les sociétés de secours mutuels : histoire, économie politique, administration (1860, 2e édition en 1865)
- Études sur les sociétés de prévoyance ou de secours mutuels, avec un appendice contenant : 1° la monographie des sociétés de secours mutuels du département de la Gironde et de la ville de Bordeaux ; 2° le texte de toutes les dispositions législatives et réglementaires qui intéressent les sociétés de secours mutuels, et les déposants à la caisse des retraites pour la vieillesse (1856)